# Kasper Søndergaard
Kasper Søndergaard Sarup (9 giugno 1981) è un ex pallamanista e allenatore di pallamano danese.

## Palmarès

### Olimpiadi
- 1 medaglia:
  - 1 oro (Rio de Janeiro 2016)

### Mondiali
- 3 medaglie:
  - 2 argenti (Spagna 2011; Spagna 2013)
  - 1 bronzo (Germania 2007)

### Europei
- 3 medaglie:
  - 2 ori (Norvegia 2008; Serbia 2012)
  - 1 argento (Danimarca 2014)